# Benjamin Boe Rasmussen
Benjamin Boe Rasmussen (* 30. September 1966 in Frederiksberg) ist ein dänischer Schauspieler.

## Leben
Benjamin Boe Rasmussen wuchs als Sohn eines Sozialarbeiters und einer Sekretärin in Frederiksberg auf.
Er absolvierte seine Schauspielausbildung von 1985 bis 1989 an der Schauspielschule des Odense Teater, wo er auch sein Bühnendebüt als Darsteller hatte und dort anschließend bis zum Jahr 1991 als festes Ensemblemitglied engagiert war. Als Bühnendarsteller wirkte er in zahlreichen Theaterstücken und in Musicals wie beispielsweise in Der Glöckner von Notre Dame mit. Rasmussen hat seit dem Jahr 1998 als Schauspieler vor der Kamera in bislang mehr als 40 Film-und-Fernsehproduktionen mitgewirkt. Rasmussen ist auch als Drehbuchautor für Fernsehserien tätig. Er ist zudem als Synchronsprecher für Zeichentrickfilm aktiv. Rasmussen ist Mitglied im Staatlichen Theaterrat und seit dem 28. Mai 2018 Vorsitzender des dänischen Schauspielverbandes.
Benjamin Boe Rasmussen ist seit dem 26. Juni 1999 mit der Schauspielerin Ditte Hansen verheiratet, mit der er zwei Söhne hat. Die Familie lebt in Kopenhagen.

## Filmografie (Auswahl)
- 1998: Wenn Mama nach Hause kommt
- 2000: Die Bank
- 2002: Okay
- 2002: Kleine Missgeschicke
- 2005: Rufmord
- 2006: Anna Pihl – Auf Streife in Kopenhagen (Fernsehserie, 1 Folge)
- 2006: Der Adler – Die Spur des Verbrechens (Fernsehserie, 1 Folge)
- 2007: Kommissarin Lund – Das Verbrechen (Fernsehserie, 2 Folgen)
- 2008: Tage des Zorns
- 2009–2010: Protectors – Auf Leben und Tod (Fernsehserie)
- 2011: Nordlicht – Mörder ohne Reue (Fernsehserie)
- 2014: Zweite Chance
- 2015: Ditte & Louise (Fernsehserie)
- 2016: Follow the Money (Fernsehserie)
- 2018: Advokaten
- 2020: De forbandede ar
- 2022: Ingen kender dagen